# Gregor Jordan
Pour les articles homonymes, voir Jordan.
Gregor Jordan est un réalisateur et scénariste australien, né en 1966 en Australie.

## Filmographie
- 1995 : Swinger
- 1995 : Stitched
- 1999 : Two Hands
- 2001 : Buffalo Soldiers
- 2003 : Ned Kelly
- 2004 : These Days: Powderfinger Live in Concert (vidéo)
- 2009 : Informers (The Informers)
- 2010 : No Limit (Unthinkable) (Directement en DVD)